# Massillon
Massillon é uma cidade localizada no estado norte-americano de Ohio, no Condado de Stark.

## Demografia
Segundo o censo norte-americano de 2000, a sua população era de 31.325 habitantes.
Em 2006, foi estimada uma população de 32.315, um aumento de 990 (3.2%).

## Geografia
De acordo com o United States Census Bureau tem uma área de
43,8 km², dos quais 43,4 km² cobertos por terra e 0,4 km² cobertos por água. Massillon localiza-se a aproximadamente 331 m acima do nível do mar.

## Localidades na vizinhança
O diagrama seguinte representa as localidades num raio de 12 km ao redor de Massillon.